# Hogesnelheidslijn Lyon - Turijn

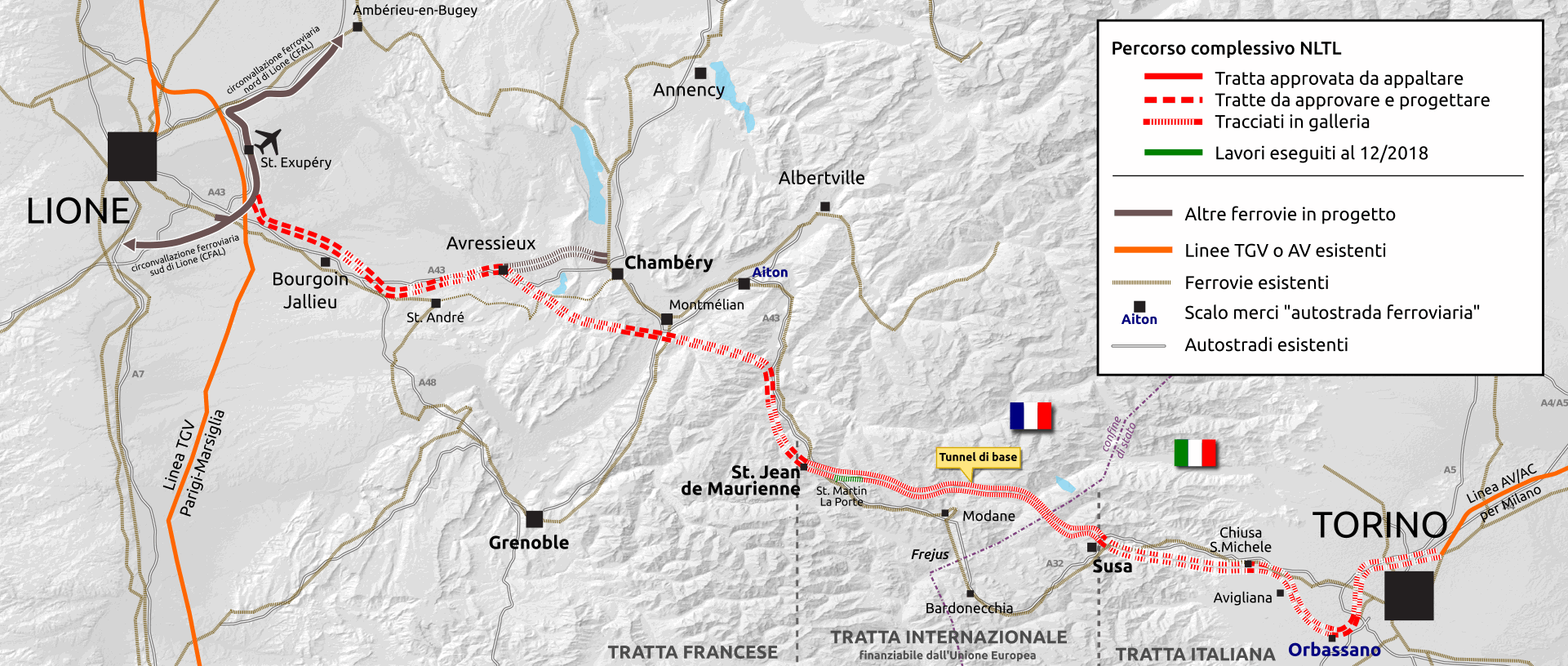
Hogesnelheidslijn Lyon - Turijn

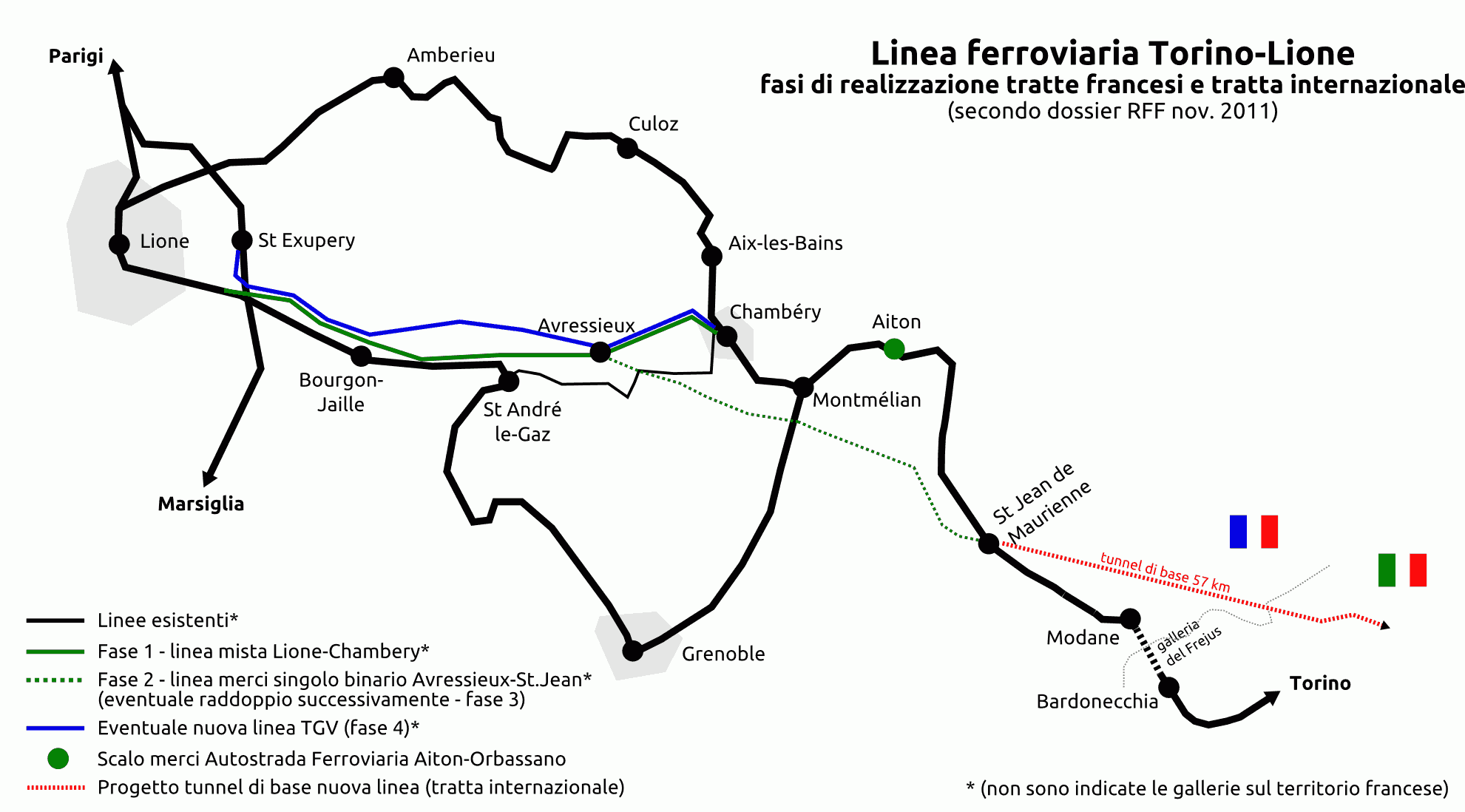
Kaart van het Franse traject met in zwart de bestaande lijn en tunnel

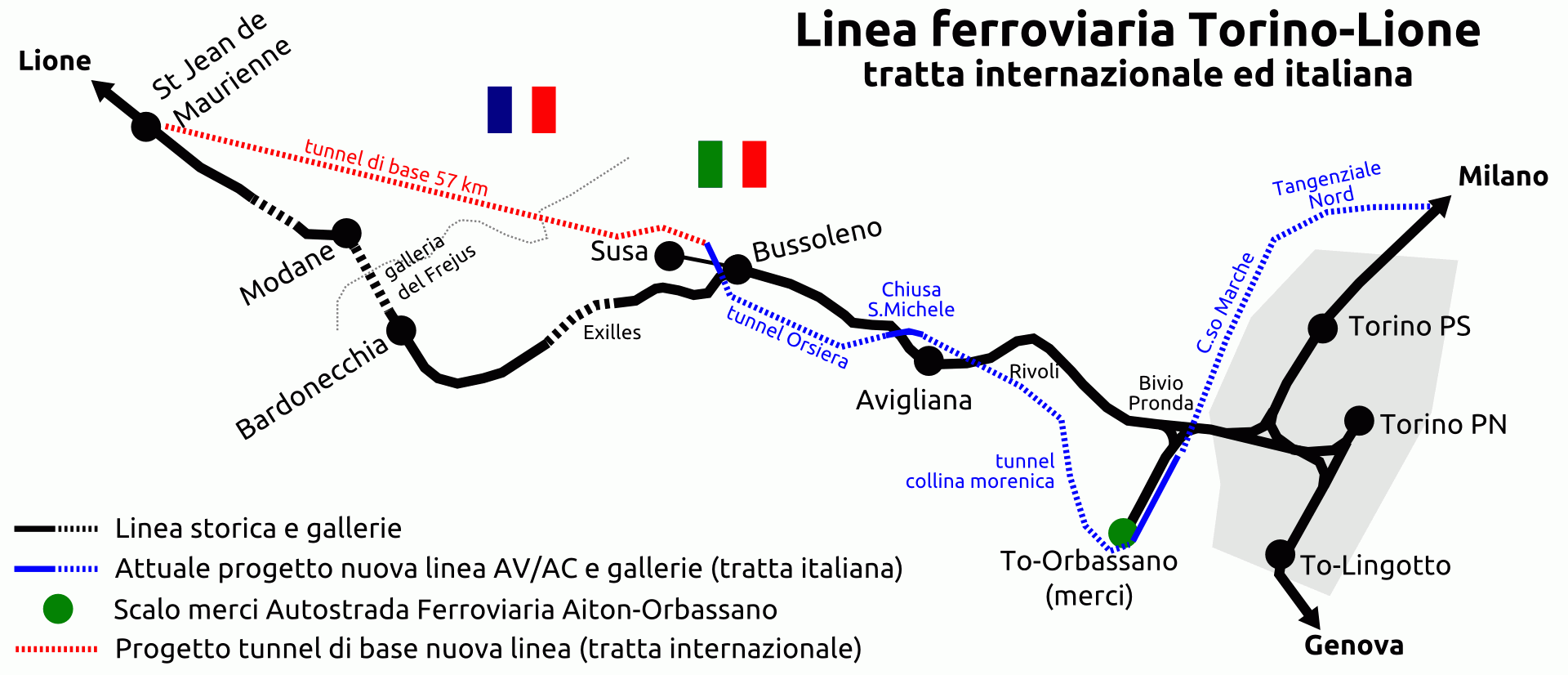
Kaart van het Italiaans traject met in zwart de bestaande lijn

De hogesnelheidslijn Lyon - Turijn is een in aanbouw zijnde internationale hogesnelheidslijn tussen Lyon en Turijn. De hogesnelheidslijn moet de reistijd voor personenverkeer tussen Frankrijk en Italië verlagen en de capaciteit van goederenverkeer per trein tussen beide landen verhogen wat ook het wegtransport moet ontlasten. In Italië wordt gerefereerd aan de NLTL (Nuova Linea Torino–Lione) of de TAV Torino-Lione (TAV voor Treno Alta Velocità), in Frankrijk spreekt men over de liaison ferroviaire transalpine Lyon - Turin. Het project sluit aan bij het Zwitserse AlpTransit-programma en vormt een westelijk gelegen aanvulling op het verbindingsaanbod.

## Traject
De hogesnelheidslijn volgt het traject van een historische transport- en handelsroute tussen het huidige Franse departement Savoie en de huidige Italiaanse regio Piëmont. Dit traject door de valleien van de Maurienne en de Valle di Susa maakte historisch gebruik van de 2.084 m hoge Col du Mont-Cenis of de 1.854 m hoge Col de Montgenèvre, een van deze beiden werd zelfs zeker tijdens de Tweede Punische Oorlog door Hannibal en zijn olifanten gebruikt. Een derde pas voor het traject was de 1.779 meter hoge route langs de Mauvais Pas en de Col de l'Échelle. 
Op 17 september 1871 volgde een revolutionaire doorbraak voor het transport met de opening van de dertien kilometer lange spoorwegtunnel van de Fréjus. Ruim een eeuw later in 1980 werd het spoortraject aangevuld met de ingebruikname van de Fréjustunnel voor het autoverkeer. Het leidde tot het autosnelwegtraject langs A43 in Frankrijk en T4 en A32 in Italië.
Het traject van de toekomstige hogesnelheidslijn wordt opgedeeld in drie gedeeltes:
1. Het Franse traject: Een traject van 140 km, van de agglomeratie van Lyon tot Saint-Jean-de-Maurienne, de historische hoofdstad van de Maurienne, waarvan de aanleg de verantwoordelijkheid is van SNCF Réseau.
2. Het internationaal traject: Een traject van 84,1 km van Saint-Jean-de-Maurienne tot Chiusa di San Michele. Dit traject omvat de Mont d'Ambin-basistunnel die zal liggen tussen Saint-Martin-de-la-Porte in het westen en Susa in het oosten. Van de totale internationale trajectlengte is dus 57,5 km de lengte van de tunnel en 26,6 km de aanloopsegmenten. Voor de aanleg van dit internationaal traject werd een aparte werkmaatschappij opgericht, de "Tunnel Euralpin Lyon Turin"
3. Het Italiaanse traject: Een traject van 46,7 km van Chiusa di San Michele tot de agglomeratie van Turijn, waarvan de aanleg de verantwoordelijkheid is van de Rete Ferroviaria Italiana (RFI).

In totaal gaat het om zo'n 271 km nieuwe spoorlijnen, waarvan 185 op Frans grondgebied (daarvan 45 in de basistunnel) en 86 km op Italiaans grondgebied (waarvan 12,5 in de basistunnel).

## Kenmerken
De kostprijs van het totale traject werd in januari 2018 geschat op 26 miljard euro, een kost die gedragen wordt door de beide nationale regeringen, met gedeeltelijke financiering door de Europese Gemeenschap die 40% van de totale kost definitief toezegde, en nog onderhandelt over een bijdrage tot 55% van de totale kostprijs. De hogesnelheidslijn en de tunnel zullen gebruikt worden door vrachttreinen en vrachttreinshuttleverbindingen aan een snelheid van 100 km/h en door hogesnelheidstreinen voor passagiersvervoer aan 220 km/h.
Het boren van de tunnels is in 2022 gestart. De 9 km lange testtunnel die aan Franse zijde werd gerealiseerd bevindt zich met de correcte diameter op de exacte definitieve locatie van de definitieve zuidelijke tunnelkoker, waarvan dus een eerste deel als afgewerkt kan beschouwd worden. Zo'n 45 km van het traject van de geplande tunnel ligt onder Franse bodem, de resterende 12 km onder Italiaanse. In 2021 werd een ingebruikname in 2032 in het vooruitzicht gesteld.
Na ingebruikname daalt de reistijd tussen Lyon en Turijn tot 1:45 uur (nu 4 uur), tussen Parijs en Milaan tot 4 uur (nu 7 uur) en tussen Milaan en Barcelona tot 6:30 uur (nu 12 uur).